# Le Père Noël
Pour plus de détails, voir Fiche technique et Distribution.
Le Père Noël est un film de Noël français réalisé par Alexandre Coffre, sorti en 2014.

## Synopsis
Antoine, petit garçon de 6 ans, écrit sa lettre au Père Noël. Dans celle-ci, en plus de quelques cadeaux, il lui demande d'exaucer son rêve qui est de faire un tour de traineau pour aller tutoyer les étoiles...
Alors, pendant la nuit de Noël, quand celui-ci tombe comme par magie sur son balcon, Antoine est trop émerveillé pour voir en ce Père Noël un cambrioleur déguisé. Et ce dernier, afin de se justifier, prétend qu'il doit trouver de l'or qui est le carburant servant à faire voler. 
Et, malgré tous les efforts du Père Noël pour se débarrasser d’un Antoine déterminé, le voleur va pouvoir commettre ses larcins grâce à l'enfant. L'objectif du voleur étant de rembourser sa dette envers des malfrats pour essayer de retrouver une vie normale.
Ensemble, ils vont alors former un duo invraisemblable, parcourant Paris de toit en toit, chacun à la recherche de son rêve… 

## Fiche technique
- Titre original : Le Père noël
- Réalisation : Alexandre Coffre
- Scénario : Fabrice Carazo et Rachel Palmieri
  - Adaptation et dialogues : Alexandre Coffre, Rachel Palmieri, Fabrice Carazo et Laurent Zeitoun, avec la collaboration de Carol Noble et Yoann Gromb
- Musique : Klaus Badelt
- Photographie : Pierre Cottereau
- Montage : Hervé de Luze
- Production : Nicolas Duval-Adassovsky, Yann Zenou et Laurent Zeitoun
- Société de production : Quad Productions
- Pays d'origine :  France
- Genre : comédie
- Durée : 80 minutes
- Date de sortie : 10 décembre 2014

## Distribution
- Tahar Rahim : le père Noël
- Victor Cabal : Antoine
- Philippe Rebbot : Camille

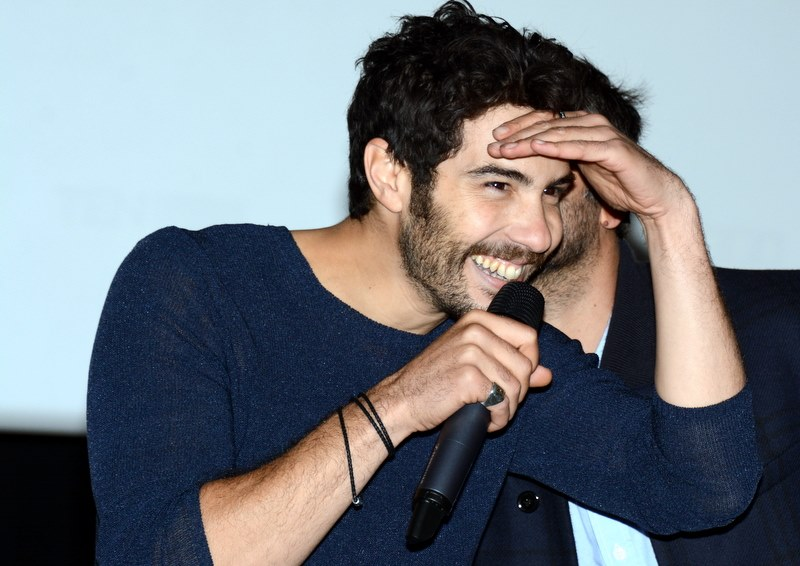
L'acteur principal Tahar Rahim, l'année de sortie du film.

- Annelise Hesme : Sandra, la mère d'Antoine
- Amélie Glenn : Marie
- Michaël Abiteboul : le père Fouettard
- Djibril Gueye : le policier du métro